# The Story of Death SS 1977-1984
The Story of Death SS. 1977-1984 è un album del 1987, che riunisce brani registrati dalla prima formazione dei Death SS, formatasi nel 1977 e scioltasi nel 1984. Si tratta della prima pubblicazione ufficiale del gruppo, fatta uscire nel 1987 dal chitarrista originario Paul Chain, un anno prima che i Death SS rinascessero con una formazione totalmente differente per opera di Steve Sylvester.

## Il disco
Tre anni dopo lo scioglimento dei Death SS, il chitarrista e principale compositore del gruppo, Paul Chain, pubblica l'album per l'etichetta discografica Minotauro: esso raggruppa vari brani tratti da demo o registrazioni dal vivo, con l'aggiunta di quelli dell'EP Evil Metal. 
Il disco contiene canzoni destinate a diventare classici del gruppo, come Terror, introdotta da versi e ululati, Horrible Eyes e Inquisitor. Molti brani saranno in seguito ri-registrati da un'altra formazione in versioni differenti dalle originali.
Le prime cinque canzoni sono cantate da Steve Sylvester, le altre da Sanctis Ghoram.
Violet Ouverture è un pezzo di solo organo, suonato da Paul Chain, che ritroviamo anche come cantante nel brano Schizophrenic. Nei due brani finali, The Story of Death SS & Gilas - Part 1 e The Story of Death SS & Gilas - Part 2 collabora al microfono il cantante Gilas (Sante Scardavi). Il suono di alcune di queste registrazioni non è molto nitido, però questo è l'unico materiale ufficialmente disponibile, relativamente alle origini del gruppo, fino all'uscita di The Horned God of the Witches nel 2004.
Nel 2008 esce anche la compilation The Story of Death SS 1977-1984 - Part Two, contenente brani registrati dalla prima formazione, di cui alcuni non erano ancora stati pubblicati in maniera ufficiale.
Nel marzo del 2005 è uscita la versione rimasterizzata per la Fuel Records, prodotta da Marco Melzi.
Nel 2013 le case discografiche Svart e Deadly Sin pubblicano un'ulteriore ristampa dell'album, sottotitolata Early Demos & Live Recordings, da cui risultano tuttavia esclusi i brani cantati da Sanctis Ghoram: sia di Chains of Death che di Black and Violet viene presentata una nuova registrazione, cantata da Steve Sylvester, mentre Inquisitor è stata sostituita con The Night of the Witch.

## Tracce
1. Terror (1977 - voce: Steve Sylvester)
2. Murder Angels (1979 - voce: Steve Sylvester)
3. Horrible Eyes (1978 - voce: Steve Sylvester)
4. Cursed Mama (1980 - voce: Steve Sylvester)
5. Zombie (1977, live - voce: Steve Sylvester)
6. Violet Ouverture (1982)
7. Chains of Death (1982 - voce: Sanctis Ghoram)
8. Inquisitor (1983 - voce: Sanctis Ghoram)
9. Schizophrenic (1982 - voce: Paul Chain)
10. Black and Violet (1983 - voce: Sanctis Ghoram)
11. The Bones and the Grave (live 1983 - voce: Sanctis Ghoram)
12. The Story of Death SS & Gilas Part 1 (voce: Sanctis Ghoram, collabora come cantante Gilas)
13. The Story of Death SS & Gilas Part 2 (voce: Sanctis Ghoram, collabora come cantante Gilas)

## Formazione
- Paul Chain ("The Death") - chitarra solista, organo, cori; voce in Schizophrenic
- Steve Sylvester ("The Vampire") - voce
- Sanctis Ghoram ("The Necromancer") - voce
- Claud Galley ("The Zombie") - chitarra ritmica, basso
- Danny Hughes ("The Mummy") - basso
- Tommy Chaste ("The Werewolf") - batteria

## Collaboratori
- Gilas - voce, cori in Inquisitor